# Lolita (zangeres)
Lolita (St. Pölten, 17 januari 1931 - Salzburg, 30 juni 2010) was een Oostenrijkse schlagerzangeres.

## Levensloop
Als dochter van een ambtenaar bezocht ze een handelsschool en werkte ze vervolgens in een spinnerij, als gediplomeerd kleuterleidster en tandartsassistente. Ze trad als zangeres op bij lokale evenementen en verving in 1956 de zieke Gerhard Wendland tijdens een manifestatieavond.
Haar eerste schlager was Weißer Holunder, waarmee ze ook in de gelijknamige film in 1957 te zien was. In hetzelfde jaar behaalde ze met Der weiße Mond von Maratonga een tweede plaats in de Duitse hitparade. Met Seemann (deine Heimat ist das Meer), gecomponeerd door Werner Scharfenberger en Fini Busch, kwam ze in de Duitse hitlijsten op plaats twee. Dit nummer was goed voor de verkoop van meer dan twee miljoen albums. Ze kreeg hiervoor een gouden plaat. Al haar platen werden bij het platenlabel Polydor opgenomen. Ze acteerde ook in speelfilms, waar ze haar liederen ten gehore bracht.
In het midden van de jaren 1960 legde ze zich meer toe op de volksmuziek. Ook presenteerde ze sinds 1967 bij de Saarländischer Rundfunk meer dan 50 maal het programma Im Krug zum Grünen Kranze. In de jaren 1970 presenteerde ze samen met Maxl Graf het ZDF-muziekprogramma Lustige Musikanten. In 1976 ontving ze de Hermann-Löns-Medaille.
Tot aan haar dood in 2010 heeft Lolita meer dan 20 miljoen geluidsdragers verkocht. Ze was twee keer gehuwd en beide keren gescheiden. Ze had een kind en een kleinkind en woonde het laatst in Großgmain in het gewest Salzburg-Umgebung. Ze overleed op 79-jarige leeftijd aan de gevolgen van kanker. De urn met de stoffelijke resten werd bijgezet in haar woonplaats.

## Discografie
- 1956: Ananas
- 1956: Das Leben ist nur für die Liebe da
- 1956: Weißer Holunder
- 1957: Auf silbernen Wogen – met Jörg Maria Berg
- 1957: Corabella
- 1957: Der weiße Mond von Maratonga
- 1957: Lorena
- 1957: Mambo-Lolita
- 1957: Wart’ auf mich – met Jörg Maria Berg
- 1958: Stern von Napoli (& Jimmy Makulis)
- 1958: Am Strand von Mindanao – met Jimmy Makulis
- 1958: Addio Amigo
- 1958: Capitano
- 1958: Eine blaue Zauberblume
- 1958: Manakoora
- 1958: Melodia Ba-Bahia
- 1958: Mexicano
- 1958: Sieben Berge – sieben Täler – in duet met Jimmy Makulis
- 1958: Südwind
- 1958: Was ein Mann alles kann
- 1959: Treu will ich dir bleiben
- 1959: Bleib’ bei mir
- 1959: Cheerio
- 1959: Das ist Heimweh – als Ditta Zusa
- 1959: Insel der Liebe
- 1959: Jonny
- 1959: Kuckucksjodler – als Ditta Zusa
- 1959: Manana Caballero
- 1959: So wird’s immer sein
- 1959: Stern der Tropennacht
- 1959: Was schlägt denn da droben auf dem Tannabaum – als Ditta Zusa
- 1959: Wenn der Auerhahn balzt – als Ditta Zusa
- 1960: Seemann (deine Heimat ist das Meer)
- 1960: Die Sterne der Prärie
- 1960: Die weite Welt in weiter Ferne
- 1960: La Luna
- 1960: Mei Vata is a Appenzeller
- 1960: Mein Schiff heißt 'Heimweh'
- 1960: Souvenir d’amour
- 1960: Wenn der Sommer kommt (Theme From 'A Summer Place')
- 1960: Wie lustig ist’s im Winter
- 1961: Ein Strauß Vergißmeinnicht
- 1961: Lucki-Lucki-Polka
- 1961: Rosen werden blüh’n
- 1961: Sehnsucht nach Samoa
- 1961: Wenn wir uns einmal wiedersehen
- 1961: Über alle sieben Meere
- 1962: Addio, My Darling, Bye Bye
- 1962: Der jodelnde Postillon
- 1962: Für ein paar Tage
- 1962: Gondoli Gondola
- 1962: Silberne Möwe
- 1962: Traummusik
- 1962: Träume von der Heimat
- 1962: Und ein Lied klingt durch das Tal
- 1963: Da kam Johnny
- 1963: Sag mir, wo die Blumen sind
- 1963: Die Liebe kommt und geht
- 1963: Einsam steh’ ich am Strom
- 1963: Mary, Oh Mary
- 1963: Sag' nur drei Worte
- 1964: Balalaika
- 1964: Das Leben ist schön
- 1964: Matrosenliebe
- 1964: Sehnsucht nach dir und der Liebe
- 1964: Wenn ein Cowboy mich küssen will
- 1965: Ein goldenes Herz
- 1965: Komm’ wieder
- 1965: Mir ist heut’ so nach Salz und Meer
- 1965: Männer, Masten und Matrosen (Mohavana)
- 1965: Nicht weinen, Marino
- 1965: Wenn unser Vater glücklich ist
- 1966: Frei sein
- 1966: Ich will leben
- 1966: Meine Welt
- 1966: Tag und Nacht
- 1967: Irgendwo bei den Sternen
- 1967: Paradies der schönen Träume
- 1967: Schmiede dein Glück
- 1967: Wunderbar kann die Liebe sein
- 1968: Lass mich glauben
- 1968: Verschiedene Wege
- 1969: Lebenslied
- 1969: Regen und Sonnenschein
- 1972: Ich Hab’ Einen Bräutigam In Texas
- 1975: Blaue Nacht am Hafen
- 1980: Du bist nie allein
- Am weißen Strand von Soerabaya

## Filmografie
- 1957: Weißer Holunder
- 1957: Der kühne Schwimmer
- 1957: Blaue Jungs
- 1958: Mein Schatz ist aus Tirol
- 1959: Melodie und Rhythmus
- 1960: Schick deine Frau nicht nach Italien
- 1960: Schlager-Raketen
- 1961: Musik ist Trumpf
- 1961: Eine hübscher als die andere
- 1961: Isola Bella
- 1961: Im schwarzen Rößl
- 1961: Schlager-Revue 1962
- 1962: Der verkaufte Großvater
- 1962: Wenn die Musik spielt am Wörthersee
- 1963: Unsere tollen Nichten
- 1963: Romy und Julius

- Biblioteca Nacional de España: XX1571164
- Bibliothèque nationale de France: cb13831691m (data)
- Gemeinsame Normdatei: 134447581
- International Standard Name Identifier: 0000 0001 1682 4248
- Library of Congress Control Number: n94075359
- MusicBrainz: e9a3c2f7-467e-40b1-bac6-0750e7d5c6d6
- Virtual International Authority File: 36145970222932251719